# Elizaveta Parnov
Elizabeth Parnov (ur. 9 maja 1994 w Moskwie) – australijska lekkoatletka pochodzenia rosyjskiego, specjalizująca się w skoku o tyczce.
Skok o tyczce uprawia także jej starsza siostra – Vicky, sukcesy w tej konkurencji odnosił także ich ojciec – Aleksandr.

## Osiągnięcia
- złota medalistka mistrzostw Oceanii juniorów młodszych (Sydney 2010)
- srebrny medal igrzysk olimpijskich młodzieży (Singapur 2010)
- srebro mistrzostw świata juniorów młodszych (Lille 2011)
- srebrny medal mistrzostw świata juniorów (Barcelona 2012)
- medalistka mistrzostw kraju w różnych kategoriach wiekowych
- rekordzistka świata jedenastolatek (3,15 w 2005) oraz dwunastolatek (3,64 w 2006)[2]

W 2012 i 2020 reprezentowała Australię na igrzyskach olimpijskich: w Londynie nie zaliczyła żadnej wysokości podczas konkursu eliminacyjnego, natomiast w Tokio zajęła 24. miejsce w eliminacjach i nie awansowała do finału.

## Rekordy życiowe
- skok o tyczce (stadion) – 4,60 (2019)
- skok o tyczce (hala) – 4,40 (2019)